# Скубі-Ду 2: Монстри на волі
«Скубі-Ду 2: Монстри на волі» (англ. Scooby-Doo 2: Monsters Unleashed) — американський комедійний фільм жахів 2004 року режисера Раджа Госнелла, продовження фільму «Скубі-Ду».
П'ятий фільм, в якому разом грають Фредді Принц-молодший та Меттью Ліллард.

## Сюжет
Шеггі, Скубі-Ду, Вельма, Фред та Дафні присутні на відкритті виставки у музеї кримінології Кулвілла, присвяченої їх колишнім справам з демонстрацією костюмів монстрів. Однак захід переривається через появу Злої фігури в масці, яка краде два костюми за допомогою реанімованого Привида птеродактиля. Команду борців із злочинністю висміює журналістка Гезер. Друзі розпочинають нове розслідування, намагаючись з'ясувати, хто ховається за маскою Злої фігури.

## В ролях
- Фредді Принц-молодший — Фред Джонс
- Сара Мішель Геллар — Дафна Блейк
- Лінда Карделліні — Велма Дінклі
- Меттью Ліллард — Норвілл «Шеґґі» Роджерс
- Сет Грін — Патрік
- Тім Блейк Нельсон — Джонатан Джакобо
- Ніл Фаннінг — Скубі-Ду (голос)
- Пітер Бойл — старий Віклз
- Алісія Сільверстоун — Гезер

## Критика
Фільм зібрав у прокаті більше $181,000,000, але це виявилося менше, ніж розраховували його творці, тому було прийнято рішення про відміну зйомок третього фільму про Скубі-Ду, який вже був запланований. На Rotten Tomatoes фільм отримав оцінку 22 % на основі 119 відгуків від критиків і 40 % від більш ніж 100 000 глядачів.